# Liste der Baudenkmale in Barkhagen
In der Liste der Baudenkmale in Barkhagen sind alle Baudenkmale der Gemeinde Barkhagen (Landkreis Ludwigslust-Parchim) und ihrer Ortsteile aufgelistet (Stand: Januar 2021).

## Altenlinden
| ID | Lage                          | Bezeichnung | Beschreibung | Bild |
| -- | ----------------------------- | ----------- | ------------ | ---- |
|    | Plauerhäger Straße 27 (Karte) | Wohnhaus    |              |      |

## Barkow
| ID | Lage                           | Bezeichnung                         | Beschreibung | Bild                                |
| -- | ------------------------------ | ----------------------------------- | --- | ----------------------------------- |
|    | Dorfstraße 17 (Karte)          | Pfarrhaus und Stallgebäude          | Das Pfarrhaus war lange Zeit Wohnhaus der Barkower Pastoren, unter anderem auch des Ornithologen Heinrich Zander (1800–1876). Aktuell befindet sich hier das Zentrum des Posaunenwerkes Mecklenburg-Vorpommern und der Wohnsitz des Landesposaunenwartes.                   | Pfarrhaus und Stallgebäude          |
|    | Dorfstraße (Karte)             | Spritzenhaus mit Schlauchturm       | Das ehemalige Feuerwehrgerätehaus der Freiwilligen Feuerwehr Barkow besteht aus einem gemauerten Hauptteil und einem hölzernen Schlauchturm. | Spritzenhaus mit Schlauchturm       |
|    | gegenüber der Kirche (Karte)   | Gedenkstein für die Kollektivierung | Der Gedenkstein besteht aus mehreren übereinander geschichteten Grenzsteinen aus Granit. Er Trägt die Inschrift: „Vereint sind wir alles, allein sind wir nichts.“ | Gedenkstein für die Kollektivierung |
|    | Heinrich-Zander-Straße (Karte) | Kirche mit Trockenmauer             | Gotische Feldsteinkirche vermutlich vom 14. Jahrhundert mit flacher Holzbalkendecke im Langhaus, Westerweiterung als Fachwerkbau im 17./18. Jh.; hölzerner Glockenturm vom 14. Jh., ersetzt durch Fachwerk-Turm von 1786 mit Pyramidenhelm; erneuert und erweitert 2005/08. | Kirche mit Trockenmauer             |
|    | Dorfstraße (Karte)             | Kriegerdenkmal 1914/18              | Gedenktafel für die Gefallenen des Ersten Weltkrieges, darunter wurde durch die damalige Gemeinde Barkow eine weitere Gedenktafel mit dem Wortlaut Zum ehrenden Gedenken an die Opfer von Krieg u. Gewalt während des 2. Weltkrieges angebracht.                            | Kriegerdenkmal 1914/18              |
|    | (Karte)                        | Schleuse Barkow                     | Schleuse in der Müritz-Elde-Wasserstraße | Schleuse Barkow                     |
|    | Plauerhäger Straße 1 (Karte)   | Wohnhaus                            | | Wohnhaus                            |

## Plauerhagen
| ID | Lage                          | Bezeichnung                   | Beschreibung | Bild                          |
| -- | ----------------------------- | ----------------------------- | --- | ----------------------------- |
|    | (Karte)                       | Kirche mit Trockenmauer       | Dorfkirche von 1784 aus Fachwerk mit Backstein sowie einem Dachreiter-Türmchen. | Kirche mit Trockenmauer       |
|    | a. d. Straßenkreuzung (Karte) | Kriegerdenkmal 1914/18        | Unter der Gedenktafel für die Gefallenen des Ersten Weltkrieges wurde im Jahr 1998 durch die damalige Gemeinde Plauerhagen eine weitere Gedenktafel angebracht. Diese trägt den Wortlaut: Zum ehrenden Gedenken an die Opfer von Krieg u. Gewalt während des 2. Weltkrieges. | Kriegerdenkmal 1914/18        |
|    | Quetziner Straße (Karte)      | Blücher-Gedenkstein und Eiche | Der Gedenkstein trägt die Inschrift „1813 – Blüchereiche – 1913“. | Blücher-Gedenkstein und Eiche |

## Zarchlin
| ID | Lage                     | Bezeichnung                         | Beschreibung | Bild |
| -- | ------------------------ | ----------------------------------- | --- | ---- |
|    | Bahnhofstraße 32 (Karte) | Bahnarbeiterhaus                    | |      |
|    | Dorfstraße 4 (Karte)     | Gutshaus                            | |      |
|    |                          | Gedenkstein für die Kollektivierung | Der Gedenkstein wurde aus einzelnen Grenzsteinen errichtet. Er trägt die Inschrift: „Allein sind wir nichts, vereint sind wir alles.“ |      |